# Wide-field Infrared Survey Explorer
Wide-field Infrared Survey Explorer
Wide-field Infrared Survey Explorer (WISE) é um telescópio espacial da NASA receptor de ondas infravermelhas ativo em sua missão principal de dezembro de 2009 até fevereiro de 2011. Ele é o descobridor da primeira anã Y e do primeiro asteroide troiano da Terra, assim como de outros dezenas de milhares de novos asteroides.
Ele foi lançado em 14 de dezembro de 2009, através do foguete Delta II, e posto em estado de hibernação em 17 de fevereiro de 2011 quando sua transmissão foi então desligada. Ele mapeou todo o céu astronômico com fotografias de comprimentos de onda de 3,4, 4,6, 12 e 22 μm, por 10 meses utilizando uma lente de 40 cm de diâmetro. Em outubro de 2010 seu refrigeramento de hidrogênio esgotou-se, e por 4 meses sua missão foi chamada de uma extensão, com o nome de NEOWISE ("Novo WISE"), e foi assim conduzido a realizar uma pequena pesquisa sobre corpos menores próximos da órbita da Terra (incluindo asteroides e cometas potencialmente perigosos) usando sua capacidade restante.
Todo os dados pertencentes ao céu cartografado foram lançados em 14 de março de 2012, permitindo acesso a fotos, catálogos e dados gerais para o público. O primeiro asteroide troiano da Terra foi descoberto usando dados obtidos pelo WISE, sendo este fato anunciado em 27 de julho de 2011. Também, um novo tipo de estrela chamada anã Y foi descoberta através do WISE, sendo anunciado em 23 de agosto de 2011. Além disto, o terceiro sistema planetário mais próximo da Terra foi descoberto pelo WISE, o sistema WISE 1049-5319.
Em agosto de 2013, a NASA anunciou que irá reativar o telescópio WISE para uma nova missão de três anos de duração, com a finalidade de procurar por asteroides que podem potencialmente colidir com a Terra.